# Josef Šamalík
Josef Šamalík (27. dubna 1875 Ostrov u Macochy – 7. ledna 1948 Ostrov u Macochy) byl československý politik a dlouholetý lidovecký poslanec Katolické strany národní na Moravě a Československé strany lidové, předseda Svazu katolických zemědělců a člen ústředního výkonného výboru v poválečné obnovené Československé straně lidové. Bývalý starosta Ostrova u Macochy. Už jako mladý rolník budoval od základů zemědělské hnutí, v roce 1908 se stal jeho mluvčím v Moravském zemském sněmu, od r. 1907 poslancem na Říšské rady vídeňské a v Československu byl za ČSL povolán do revolučního Národního shromáždění, kde až do okupace zastupoval volební kraj brněnský. Celý svůj život zasvětil kulturnímu, sociálnímu a hospodářskému povznesení zemědělského stavu.

## Biografie
Pocházel ze silně věřící rodiny a celý život hospodařil na svém statku v rodišti, v Ostrově u Macochy. Politicky aktivní byl již za Rakouska-Uherska. V katolickém politickém hnutí se angažoval od mládí a pracoval v řadách konzervativní Katolické národní strany na Moravě (založena 1896). Ji také od roku 1906 zastupoval jako poslanec na Moravském zemském sněmu. Uspěl v zemských volbách roku 1906, kdy byl zvolen na Moravský zemský sněm za českou kurii venkovských obcí, obvod Velké Meziříčí, Velká Bíteš. Mandát zde obhájil i v zemských volbách roku 1913.

Ve volbách do Říšské rady roku 1911 se stal poslancem Říšské rady (celostátní parlament), kam byl zvolen za český okrsek Morava 25. Usedl do poslanecké frakce Katolická národní strana. Ve vídeňském parlamentu setrval do zániku monarchie.
Své poslání viděl v organizování katolicky orientovaného rolnictva. V roce 1901 založil Katolický spolek českého rolnictva na Moravě, ve Slezsku a Dolních Rakousích (v roce 1922 ji přejmenoval na Svaz lidových zemědělců). V letech 1902–1904 se angažoval při zakládání obdobné organizace také v Čechách. Okolo roku 1912 byl hlavním aktérem sporu o pojetí katolického politického programu, ve kterém se střetla jeho koncepce se skupinou okolo Jana Šrámka.
V katolickém politickém táboře se angažoval i po vzniku Československa. Po vzniku Československé strany lidové v roce 1919 se stal členem výkonného výboru její moravské zemské organizace. Byl hlavní postavou organizace Svaz lidových zemědělců a v čele tohoto stranického satelitu s 50 000 členy stál až do zániku ČSL. V letech 1898–1945 pro tuto skupinu vydával noviny Selské hlasy.
V letech 1918–1920 zasedal v Revolučním národním shromáždění. V parlamentních volbách v roce 1920 získal poslanecké křeslo v Národním shromáždění. Mandát v parlamentních volbách v roce 1925 obhájil a do parlamentu se dostal i po parlamentních volbách v roce 1929 a opět po parlamentních volbách v roce 1935. Poslanecký post si oficiálně podržel do zániku parlamentu a Československa v březnu 1939, přičemž krátce předtím ještě v prosinci 1938 přestoupil do nově vzniklé Strany národní jednoty. Přes své konzervativní smýšlení v mnohém stál za Janem Šrámkem a podporoval jeho politickou linii vůči Aloisu Kaderkovi a Antonínu Čuříkovi.
Velmi bohatá byla Šamalíkova publicistická, novinářská a literární práce. Už v roce 1898 začal vydávat a redigovat týdeník «Selské hlasy», od roku 1908 levnější stejnojmenný čtrnáctideník, přejmenovaný v roce 1919 na «Zemědělské noviny», který v roce 1921 nahradila příloha v Selských listech s názvem «Zájmy malozemědělců». V roce 1903 založil při Selských hlasech samostatnou hospodářskou přílohu «Selský obzor», kterou v roce 1923 přejmenoval na «Obzor Svazu lidových zemědělců československých» a od roku 1927 na «Hospodářský obzor», který doplňovala hospodářská příloha «Selka» (1902–1941). Jako příloha Selských hlasů a také samostatně vycházel čtrnáctideník určený mládeži «Naše omladina» (1912–1940). Posledním Šamalíkovým týdeníkem byl hlavičkový list Selských hlasů, který pod názvem «Venkovské noviny» (1929–1941) vycházely se stejnými přílohami jako Selské hlasy. Vydával též oblíbené Rolnické kalendáře a je např. autorem „Povídek z našeho kraje“ (1943) nebo polemických brožur jako „Bič na agrární lež a klam“ (1913).
Šamalík byl chalupníkem, ale označoval se po celý život za rolníka a k tomu dodával: „Rolník je u mne každý, kdo hospodaří a pracuje na svém, ať má výměru, jakou chce.” Po celý život působil a žil v Ostrově u Macochy, kde v letech 1908–1919 a 1923–1937 sloužil jako starosta. Zajímal se o místopis a regionální vlastivědu a speleologii. Ve 20. letech 20. století objevil a pro veřejnost zpřístupnil jeskyni Balcarka. Po roce 1938 se stáhl z vysoké politiky, ale dále působil od r. 1945 v ústředním výboru obnovené Československé strany lidové. Zemřel ve středu 7. ledna 1948 v Ostrově u Macochy na Blanensku, kde byl v sobotu 10. ledna 1948 ve svých 73 letech pochován do rodinné hrobky.
V sobotu v Ostrově Josef Šamalík pohřben, Brno 10. ledna. V Ostrově u Macochy byl v sobotu dopoledne pohřben bývalý poslanec Josef Šamalík. Brněnský biskup dr K. Skoupý sloužil v místním farním chrámu, za četné kněžské asistence requiem. Ve smutečním průvodu kráčeli za rakví členové a příbuzní rodiny zesnulého, jakož i oficiální hosté v čele s ministrem techniky inž. J. Kopeckým a pověřencem pošt dr. Pavlem Blaho. Nad hrobem se jménem předsedy čs. strany lidové rozloučil se zesnulým místopředseda ZNV P. Karel Fanfrdla, který zhodnotil dílo a odkaz pracovníka a bojovníka za lepši příští Selského stavu, z něhož Šamalík vyšel. Jménem ministrů a poslanců za čs. stranu lidovou poděkoval Šamalíkovi za veškerou jeho práci ministr techniky inž. Jan Kopecký. Rakev s tělesnou schránkou byla pak uložena do rodinné hrobky.
Slovo národa, 11.1.1948

## Vyznamenání
29. března 1915 byl papežem Benediktem XV. jmenován rytířem řádu svatého Silvestra. Byl mu udělen kříž řádu a právo nosit oděv řádu. 

## Literární dílo
- Krápníkové jeskyně Ostrovské v Moravském Krasu : Balcarova skála a její podsvětí : vodní záhady a krápníkové domy v Císařské jeskyni : nová jeskynní sídliště člověka v Moravském Krasu, Ostrov u Macochy 1937
- Kalendář Selka pro katolické selské ženy a děvušky československé. Na obyčejný rok 1939, Brno 1938
- Povídky z našeho kraje, Brno 1943. www.digitalniknihovna.cz [online]. [cit. 2019-07-07]. Dostupné online.
- Kalendář Selka pro katolické selské ženy a děvušky československé. Na rok přestupný 1948, Brno 1947